# Saint-Palais (Cher)
Saint-Palais is een gemeente in het Franse departement Cher (regio Centre-Val de Loire) en telt 617 inwoners (2004). De plaats maakt deel uit van het arrondissement Bourges.

## Geografie
De oppervlakte van Saint-Palais bedraagt 26,2 km², de bevolkingsdichtheid is 23,5 inwoners per km².
De onderstaande kaart toont de ligging van Saint-Palais (Cher) met de belangrijkste infrastructuur en aangrenzende gemeenten.

## Demografie
Onderstaande figuur toont het verloop van het inwonertal (bron: INSEE-tellingen).